# Syndicat mixte des Coteaux et du Val de Seine
Le Syndicat mixte des Coteaux et du Val de Seine est un syndicat mixte ouvert qui associe deux communautés d'agglomération, une commune des Hauts-de-Seine, et le département des Hauts-de-Seine.
Il a notamment en charge la préparation du Schéma de cohérence territoriale qui orientera l’aménagement des Coteaux et du Val de Seine à l'horizon 2020.

## Historique et composition
Le Syndicat mixte a été créé par arrêté préfectoral le 8 août 1991. Il s'appelle alors Syndicat mixte du Val de Seine et regroupe Boulogne-Billancourt, Issy-les-Moulineaux, Meudon, Saint-Cloud, Sèvres, Vanves, le département des Hauts-de-Seine et la région Île-de-France.
La création des communautés d'agglomération Arc de Seine en 2003 (Chaville, Issy-les-Moulineaux, Meudon, Vanves et Ville d'Avray), Val de Seine (Sèvres, Boulogne-Billancourt) et Cœur de Seine (Garches, Saint-Cloud, Vaucresson) en 2004, et l'adhésion de la ville de Marnes-la-Coquette en 2005, ont progressivement étendu son périmètre. 
Depuis le 1er janvier 2010, la communauté d'agglomération Grand Paris Seine Ouest (Chaville, Issy-les-Moulineaux, Meudon, Vanves, Ville d'Avray, Sèvres, Boulogne-Billancourt) s'est substitué aux communautés d'agglomération Arc de Seine et Val de Seine. La région Île-de-France s'est retiré du Syndicat mixte depuis le 1er janvier 2010.
En 2005, pour s'adapter à cette extension géographique, le Syndicat Mixte du Val de Seine est rebaptisé Syndicat mixte des Coteaux et du Val de Seine. 
Il se compose donc de deux communautés d'agglomération :
- Communauté d'agglomération Grand Paris Seine Ouest
- Communauté d'agglomération Cœur de Seine

## Fonctionnement
Le Syndicat mixte, au même titre que la région, le département, les communautés d'agglomération et les communes, est une collectivité locale. Il dispose à ce titre d'un bureau et d'une assemblée délibérante (le comité syndical) qui examine et vote les délibérations, et d'un budget propre.
L'administration, le suivi des études et la gestion du budget est assuré par le secrétariat général du syndicat mixte.
Le syndicat mixte est présidé par Pierre-Christophe Baguet, maire de Boulogne-Billancourt.

## Compétences et missions

### Aménagement de l'espace

#### Le Schéma directeur du Val de Seine
Document de planification qui s'inscrit dans les orientations du Schéma Directeur d'Île-de-France (SDRIF), il est approuvé en 1996 et porte sur les six communes qui composent alors le Syndicat Mixte : Boulogne-Billancourt, Sèvres, Saint-Cloud, Meudon, Issy-les-Moulineaux et Vanves.
Ses prescriptions en matière d'évolution socio-démographique, de protection et de mise en valeur de l'environnement, de programmation d'équipements publics, de transports et de circulation, s'imposent aux  documents d'urbanisme communaux (POS et PLU).
Le Schéma directeur du Val de Seine est actuellement en révision au travers du SCOT.

#### La Charte Paysagère du Val de Seine
La Charte Paysagère du Val de Seine (1997) permet de mettre en œuvre la politique paysagère fixée par le Schéma Directeur du Val de Seine, dont les enjeux apparaissent clairement au vu de la diversité et de la richesse du territoire concerné, qui mêle plaines, coteaux, fleuve, plateaux. 

#### Le Schéma de cohérence territoriale
Le 18 novembre 2005, le Syndicat Mixte a engagé officiellement la révision du Schéma Directeur du Val de Seine pour l'actualiser, élargir son périmètre et harmoniser les politiques sectorielles sur le territoire des 11 communes. Cette révision aboutira au Schéma de cohérence territoriale des Coteaux et du Val de Seine (SCOT).
Le SCOT, institué par la loi Solidarité et Renouvellement Ubrbain (SRU), est destiné à servir de cadre de référence pour les différentes politiques notamment sur l'habitat, les déplacements, le développement commercial, l'environnement, et l'organisation de l'espace.  Il oriente le développement du territoire dans le cadre d'un projet d'aménagement et de développement durable. D'autre part il assure l'articulation des autres documents de planification sectoriels : Plan Local de Déplacements, Plan Local de l'Habitat, Schéma Directeur d'Equipement Commercial, Plan local d'urbanisme…
Le SCOT a été arrêté le 15 janvier 2009. Après consultation des personnes publiques associées, il a été soumis à enquête publique, puis approuvé le 26 novembre 2009.

### Amélioration des déplacements
Le syndicat a pour missions :  
L'élaboration d'un Plan Local de Déplacements permettant de préciser le Plan de Déplacements Urbains d'Île-de-France (PDUIF) de 2000.
L'étude, la programmation et le contrôle d'opérations portant sur des aménagements, infrastructures ou équipements d'intérêt collectif, tels que le TCSP (Transport en Commun en Site Propre) du Val de Seine ou le pôle d'échanges du pont de Saint-Cloud et celui du pont de Sèvres.